# Trippstadter Schloss
Das Trippstadter Schloss ist ein barockes Schloss aus dem 18. Jahrhundert in der namensgebenden rheinland-pfälzischen Gemeinde Trippstadt im Landkreis Kaiserslautern. Es ist als Kulturdenkmal eingestuft.

## Geographische Lage
Das Schloss steht im Südteil der Gemeinde an der Hauptstraße auf einer Höhe von gut 400 m ü. NHN. Die Frontseite ist nach Südosten gerichtet. Hinter dem Gebäude erstreckt sich der gegen 4 Hektar große Schlossgarten, der zum Bachlauf des Kaltenborn leicht abfällt.
An der Hauptstraße nach Nordosten sind dem Schloss die katholische Pfarrkirche St. Josef (1752–1754 erbaut), das Eisenhüttenmuseum und die protestantische Pfarrkirche (1744/1745) benachbart.

## Gebäude
Das Gebäude besteht aus einem einzigen Flügel und ist 48 m lang, 19 m breit und 18 m hoch. Es besitzt einen Keller und zwei Stockwerke. Das darüberliegende Dachgeschoss wird zur Straße hin über Gauben mit Tageslicht versorgt.
Der Giebel über dem Vordereingang zeigt ein Relief die Jahreszahl 1766 sowie die Namenszüge bzw. das Allianzwappen des Erbauerpaars Franz Karl Joseph von Hacke (Sohn des Ludwig Anton von Hacke) und Amöna Marie Charlotte Juliane Sturmfeder von Oppenweiler, die eine Tochter des Dirmsteiner Ortsadeligen Marsilius Franz Sturmfeder von Oppenweiler war.
1767 wurde am Quellbachhübel nordöstlich der Wohnbebauung eine unterirdische Anlage zur Wasserversorgung errichtet. Sie bestand aus einer Brunnenkammer, in der das Wasser verschiedener Quellen gesammelt wurde, sowie drei begehbaren Stollen, in denen das Wasser mit leichtem Gefälle abwärts zum Schlossbrunnen bzw. zu zwei weiteren Brunnen im Wohngebiet geleitet wurde. Die beiden letzteren, der Obere Brunnen und der Hirschbrunnen, wurden nach 1965 zerstört, der auf 300 m Länge erhaltene Stollen zum Schlossbrunnen wird heute Brunnenstollen genannt und zählt zu den Kulturdenkmälern der Gemeinde.

## Geschichte
Bauherr der Anlage war Franz Karl Freiherr von Hacke mit seiner Gemahlin Amönia Freiin von Sturmfeder. Er war kurpfälzischer Obristjägermeister über die 55 km² große Herrschaft Wilenstein. Das Schloss wurde 1767 durch den Architekten Sigmund Jacob Haeckher unter dem Namen Maison de la Campagne fertiggestellt. Um 1780 plante und realisierte der Landschaftsarchitekt Friedrich Ludwig von Sckell den zugehörigen Französischen Garten und ebenso dessen naturbelassene Verlängerung, das landschaftlich reizvolle und von der Moosalbe durchflossene Karlstal.
Auf dem Schloss installierte am 17. April 1776 der Physiker Johann Jakob Hemmer aus Mannheim den ersten Blitzableiter in der Pfalz.
Französische Revolutionstruppen zerstörten am 13. Juli 1794 das Schloss teilweise, so dass nur noch das Untergeschoss bewohnbar war. Das Schloss kam 1803 in elsässischen Besitz. Das gesamte Dominalgut Trippstadt mit dem Schloss wurde 1833 durch Reichsrat Ludwig von Gienanth gekauft.
Freiherr von Gienanth verkaufte das Schloss 1865 an das Königreich Bayern. Dieses richtete dort 1885 ein staatliches Forstamt ein und baute 1888 den ruinösen Schlossteil wieder auf. Im Schloss wurde eine Waldbauschule eröffnet. Während des Ersten Weltkriegs musste die Schule 1915 geschlossen werden. Erst nach dem Zweiten Weltkrieg erfolgte 1946 die Wiedereröffnung als Forstschule für die Pfalz.
Das Schloss war von 1960 bis 1980 Sitz der Landesforstschule Rheinland-Pfalz. Die Gemeinde Trippstadt übernahm 1985 die Obhut über den Schlossgarten und wandelte diesen in einen Erholungspark um. Das Schloss wurde 1987 Dienstsitz der Forstlichen Versuchsanstalt des Landes Rheinland-Pfalz.